# Engelhard Ostermoor
Engelhard Ostermoor (* 28. Februar 1865 in Wittmund; † 6. November 1931 in Dillenburg) war Theologe und Gemeindegründer des Bundes Freier evangelischer Gemeinden.

## Biographie
Seit 1891 wirkte Ostermoor als Mitarbeiter des Bundes-Verlages und der Freien evangelischen Gemeinde in Witten. 1897 zog er nach Berlin, um in Berlin-Charlottenburg als selbstständiger Buchhändler zu arbeiten. Gleichzeitig gründete er die Freie evangelische Gemeinde in Berlin-Moabit, die schon 1903 in den Bund Freier evangelischer Gemeinden aufgenommen wurde. Ostermoor war es auch, der die Impulse gab, weitere Gemeinden im Berliner Umfeld und in Pommern ins Leben zu rufen. Im „Gärtner“ aus dem Jahr 1931 wurde er als „prophetischer Erwecker“ charakterisiert. Im Oktober 1930 wurde er als Prediger in Dillenburg berufen, wo er ein Jahr später auch verstarb.

## Werke
- Grundlagen und Ziele der Evangelisation. In: Der Gärtner. 13/1905. S. 270–271, 277–278, 284–285.
- Das allgemeine Priestertum der Gläubigen. In: Bericht über die 41. Bundeskonferenz 1914. Witten 1914, S. 51–65.